# Süleyman Koç
Süleyman Koç (* 9. Juni 1989 in Berlin) ist ein deutsch-türkischer Fußballspieler.

## Karriere
Koç begann seine Karriere zunächst in der Jugendabteilung des SC Minerva 93 Berlin und wechselte als D-Jugendlicher zu Tennis Borussia Berlin. In der Saison 2007/08 spielte er dann in der Oberliga Nordost zunächst für Berlin Ankaraspor 07. In der Winterpause schloss er sich dem Ligakonkurrenten und späteren Regionalligaaufsteiger Türkiyemspor Berlin an. Erst in der folgenden Saison wurde er aber regelmäßig berücksichtigt. Fortan avancierte er zum Stammspieler, ehe er 2010 in die Dritte Liga zum SV Babelsberg 03 wechselte. Sein Profi-Debüt gab er daraufhin am 1. August 2010 (2. Spieltag), als er bei der 0:1-Niederlage im Auswärtsspiel gegen den SV Wehen Wiesbaden in der 61. Minute für Guido Koçer eingewechselt wurde.
Nach seiner Festnahme am 18. April 2011 konnte Koç bis Juli 2012 nicht mehr am Spielbetrieb teilnehmen (siehe Sonstiges). Zur Saison 2012/13 erhielt er vom SV Babelsberg einen neuen Vertrag. Im Januar 2014 wechselte er zum SC Paderborn 07, mit dem er 2014 in die Bundesliga aufstieg. In dieser gab er am 24. August 2014 (1. Spieltag), beim 2:2 im Heimspiel gegen den 1. FSV Mainz 05, sein Debüt. Sein erstes Tor in der höchsten deutschen Spielklasse erzielte Koç am siebten Spieltag der gleichen Saison im Auswärtsspiel bei Bayer 04 Leverkusen zum 0:1 in der 20. Minute (Endstand des Spiels 2:2).
Im Januar 2017 wechselte Koç in die türkische Süper Lig zu Çaykur Rizespor. Bei diesem Verein erkämpfte er sich schnell einen Stammplatz, konnte aber den Abstieg seiner Mannschaft in die TFF 1. Lig nicht verhindern. Koç blieb trotz des Abstiegs beim Schwarzmeerklub und bildete hier mit Braian Samudio ein erfolgreiches Offensivgespann. Am Saisonende wurde er mit seinem Team Zweitligameister und stieg mit ihm wieder in die Süper Lig auf. In dieser Liga wurde er im Verlauf der Hinrunde vom neuen Cheftrainer aussortiert und für die Winterpause auf die Verkaufsliste gesetzt. In der Wintertransferperiode 2018/19 wurde er vom Zweitligisten Adana Demirspor verpflichtet. 2021 schloss er sich dem Erzurumspor FK an.

## Sonstiges
Am 18. April 2011 wurde Koç von der Polizei verhaftet. Ihm wurde die Beteiligung an mehreren Überfällen mit schwerem Raub und Körperverletzung vorgeworfen. Im Prozess am Landgericht Berlin wurde er am 22. Dezember 2011 wegen Beihilfe als Fahrer zu einer Haftstrafe von drei Jahren und neun Monaten verurteilt. Da er diese aufgrund einer guten Sozialprognose im offenen Vollzug absolvieren sollte, bat er beim SV Babelsberg 03 um eine „zweite Chance“ und erhielt daraufhin zur Saison 2012/13 einen neuen Einjahresvertrag. Bis die Prüfung für den offenen Vollzug abgeschlossen war, musste Koç wieder ins Gefängnis. Ab Herbst 2012 war er Freigänger. Ende Dezember 2013 wurde Süleyman Koç vorzeitig aus der Haft entlassen.
Literarisch wurde Koç’ frühe Profikarriere und die Zeit der Raubüberfälle in der Kurzgeschichte Macheten-Bande von Dorian Steinhoff aufgegriffen.

## Erfolge
Mit SC Paderborn 07
- Vize-Meister der 2. Bundesliga und Aufstieg in die 1. Bundesliga: 2013/14

Mit Çaykur Rizespor
- Meister der TFF 1. Lig und Aufstieg in die Süper Lig: 2017/18